# 科利奇維尤 (內布拉斯加州)
科利奇維尤（英語：College View）是位於美國內布拉斯加州蘭開斯特縣的非建制地區。

## 歷史
科利奇維尤的郵局於1891年設立，1895年停運後又於1923年重啟，營運至今。

## 地理
科利奇維尤所處的海拔為高於海平面397米（即1303英呎），而該地所採用的時區為UTC-6，即北美中部时区（CST）。同時該地設有夏令時間，為UTC-6調快一小時，即UTC-5（CDT）。